# Oxystomina astridae
Oxystomina astridae är en rundmaskart. Oxystomina astridae ingår i släktet Oxystomina, och familjen Oxystominidae. Arten är reproducerande i Sverige.